# Tragedia de Green Cross
La Tragedia de Green Cross se refiere a un accidente aéreo ocurrido el 3 de abril de 1961 a las 23:57 horas cuando una aeronave Douglas DC-3, que llevaba a bordo a parte del plantel, entrenador y kinesiólogo del equipo de fútbol chileno Green Cross, además de 3 árbitros, se estrelló contra la ladera noreste del cerro Las Ánimas en el cordón montañoso del Nevado de Longaví, Provincia de Linares, Región del Maule, Chile. Sin embargo, nuevas fuentes refutan esta ubicación como la del accidente, proponiendo que el mismo se produjo a 3200 metros de altura.
Con 24 muertes, se trató del accidente de aviación más mortífero en Chile hasta el accidente del vuelo 107 de LAN Chile, ocurrido en 1965. En la actualidad es el quinto peor accidente aéreo en Chile y está en el puesto 132 de los peores accidentes del DC-3.

## Aeronave
El avión implicado en el accidente fue un Douglas DC-3C, número de serie 9716 y equipado con dos motores Pratt & Whitney R-1830-92. Fue fabricado en 1943 y tenía 18299 horas de vuelo acumuladas antes del accidente.
Originalmente, el avión fue fabricado como avión militar C-47 y fue empleado por la Fuerza Aérea de los Estados Unidos con el registro 42-23854. Posteriormente, fue usado por varias aerolíneas hasta llegar a LAN el 20 de noviembre de 1953 con el registro CC-CBG, el cual se cambió el 10 de febrero de 1954 a CC-CLDP.

## Historia
El lunes 3 de abril de 1961 fallecieron 24 personas en un accidente aéreo, entre ellos parte del equipo de Club de Deportes Green Cross. El avión DC-3 de la empresa LAN, proveniente de Castro originalmente, se dirigía a Santiago. El equipo de fútbol se embarcó en la ciudad de Osorno, donde había disputado un encuentro el sábado 1 de abril contra el equipo local por la Copa Chile. El plantel se dividió en dos grupos para regresar a la capital en dos aviones diferentes, la mayoría de los jugadores no quisieron viajar en el primer avión porque este realizaba demasiadas escalas antes de llegar a la capital chilena, entonces varios se quedaron para esperar el otro avión, lo que finalmente sería una decisión fatal.

## Búsqueda
Desde el momento en que se perdió el rastro, a las 19:35 horas del día del despegue, se realizó un intenso patrullaje aéreo y terrestre de mar a cordillera entre las ciudades de Los Ángeles y Santiago, además se realizaron búsquedas terrestres encabezadas por la Escuela de Artillería del Ejército de Chile al mando del teniente Guillermo Canales Varas; Sin embargo, el avión fue encontrado ocho días después, cuando ya terminaba el período de trabajo correspondiente a la mañana. El capitán de un avión LAN, Sergio Riesle, y el copiloto, René Sugg, comunicaron a la superioridad de la empresa que habían encontrado restos del avión extraviado. Más precisamente, habían avistado desde el aire y volando la zona aproximadamente a unos 610 a 915 metros de altura, un ala y parte el fuselaje del aparato, el que habría chocado con la ladera nordeste del cerro Las Ánimas, en el cordón montañoso del Nevado de Longaví, frente a la ciudad de Linares. Por la posición en que se encontraron estas piezas, al parecer el avión, luego de estrellarse, se incendió, por lo que se presumió que todos sus ocupantes fallecieron de inmediato.

### Redescubrimiento del avión
A fines de enero de 2015, y tras dos expediciones realizadas en 2014, los montañistas Leonardo Albornoz y Lower López, quienes encabezaron un grupo de nueve personas, realizaron una expedición terrestre de cinco días que finalizó con el hallazgo del avión LAN modelo Douglas DC-3, protagonista del fatal accidente.
Según indicaron los montañistas, el avión se encontraba en realidad a más de 3200 metros de altura, se conservaba gran parte del fuselaje e incluso se encontraron aún restos óseos y material del avión esparcido en el lugar. Además, el avión se encontraría en otro lugar —se reservaron las coordenadas para evitar saqueos o circuitos turísticos al lugar—, distinto al que siempre se había mencionado, por lo cual el accidente no habría ocurrido en el cerro Las Ánimas. Además, indicaron que el lugar era de difícil acceso pues debieron cruzar varios predios particulares, lagunas, ríos, cerros y quebradas.
Sin embargo, el sitio web especializado en aviación ModoCharlie publicó un resumen del sumario realizado poco después del accidente. En él se indica que las coordenadas del accidente son 71°10 O y 35°5 S. Además, se establece que de los 24 pasajeros, no se recuperaron restos de seis personas, por el estado en que quedó la aeronave tras el accidente.

## Víctimas
En el accidente, perecieron 24 personas: 4 tripulantes y 20 pasajeros; entre ellos:
- Manuel Contreras Ossandón, futbolista
- Dante Coppa Mendoza, futbolista
- Lucio Cornejo Díaz, árbitro
- Roberto Gagliano Guzmán, árbitro
- Berti González Caballero, futbolista
- Mario González, kinesiólogo del equipo
- David Hermosilla Alcaide, futbolista
- Gastón Hormazábal Díaz, árbitro
- Luis Medina, representante de la ANFA
- Eliseo Mouriño, futbolista
- José Silva León, futbolista
- Héctor Toledo Pozo, futbolista
- Pedro Valenzuela Bello, control de la Asociación Central de Fútbol (ACF)
- Arnaldo Vásquez Bidoglio, entrenador de Green Cross
- Alfonso Vega Mundaca, futbolista.
- Moisés Ríos Echagüe, exdiputado chileno. Embarcó en Castro.

## Funerales
Los funerales de las víctimas se realizaron en el edificio de la Asociación Central de Fútbol el 17 de abril de 1961. Los ataúdes fueron colocados en el Salón de Honor de la Asociación. En un sector quedaron los de los jugadores, el entrenador y el kinesiólogo, mientras que en otra sala fueron colocados los del funcionario de la Asociación y de los árbitros. Los árbitros Cornejo y Gagliano curiosamente eran cuñados y, por expresa autorización de sus esposas, tuvieron un solo ataúd.
El público concurrió en gran cantidad, incluso tuvo que organizarse un operativo especial en el lugar para poder ordenar a la gente. También concurrieron importantes personalidades del ámbito del fútbol, entre ellos varios jugadores, dirigentes y árbitros.

### Restos de las personas fallecidas
Según reportes de la época los restos de los jugadores, el entrenador, el kinesiólogo, del funcionario de la Asociación Central de Fútbol y de los árbitros fueron colocados en los respectivos ataúdes; sin embargo, reportes de 2015 desafían estos datos tras el llamado redescubrimiento del avión en enero de dicho año. Se reporta al exjugador del equipo Carlos Al-Knor diciendo que el funeral «fue simbólico y en los ataúdes se colocaron cenizas que supuestamente se encontraron».

## Homenajes
Cabe señalar que, en honor al plantel, la edición de la Copa Chile de 1961, que fue ganada por Santiago Wanderers, se llamó «Copa Green Cross».
El domingo 15 de febrero de 2015, Deportes Temuco previo al partido contra Rangers de Talca en el Estadio Municipal de Villarrica, válido por el campeonato de la Primera B, salió a la cancha y se formó utilizando la camiseta de Green Cross del año 1960, rindiendo un minuto de silencio en el centro de la cancha en homenaje a las víctimas de la Tragedia de Green Cross de 1961; Además se informó que dichas camisetas serían entregadas a los actuales familiares de aquellos fallecidos.

## Insignia Green Cross y Deportes Temuco
Debido a esta tragedia, en 1961 el club Green Cross añadió una franja negra a la camiseta del equipo, debajo de la Cruz Patada (insignia principal) o en la manga izquierda, en señal de luto.
En 1965 Green Cross se trasladó a la ciudad de Temuco para fusionarse con Deportes Temuco, formando así Green Cross-Temuco. En dicho año, la Cruz Patada se juntó con la "T" de hierro del club temuquense y debajo de este emblema se ubicó también el luto en memoria a la tragedia de 1961. En variadas ocasiones, Green Cross-Temuco mantuvo el luto debajo de su insignia, o encerró su emblema en un círculo negro, como en 1969. En 1984 se vio por penúltima vez el luto bajo la insignia de Green Cross-Temuco, equipo que en 1985 pasó nuevamente a llamarse Deportes Temuco por razones de carácter económico. En 2010, en la celebración de los 50 años de Deportes Temuco (fundado en 1960), se agregó nuevamente el luto debajo de la insignia, que se mantuvo hasta el término de la temporada; en 2011 no volvió a incorporarse a la camiseta.